# The castanets
the castanets（ザ・カスタネッツ）は、日本の音楽バンド。

## メンバー

### 現メンバー
- 牧野元（1967年10月15日 - ）ボーカル・ギター

「裸眼」名義では『Snaps』『裸眼2.0』の2枚のCD音源をリリース。
- 小宮山聖（1966年12月28日 - ）ギター

- 阿部耕作（1966年7月30日 - ）ドラムス

2017年加入。ザ・コレクターズ、チリヌルヲワカのメンバーとしても活動していた。
- 小島タケヒロ（1980年4月7日[1] - ）ベース

2006年若月脱退後、サポートベーシストとして参加している。
高橋優・関ジャニ∞などアーティストのレコーディング、ライブサポートに携わっている。

### 旧メンバー
- 金野由之（1965年5月10日[2] - ） ドラムス

在籍【1993年 - 2000年】
1990年に山川のりをが結成したDEEP&BITESのメンバーとして活動していた。
- 若月健司（1968年12月18日 - ）ベース

在籍【1989年 - 2006年】
- 溝渕ケンイチロウ（1971年4月15日[3] - ）ドラムス

在籍【2005年 - 2017年】
セロファン、DQSの元メンバー。
2017年4月、レーベル『BINGO LAB』を立ち上げ、主宰として音楽制作を行なっている。

## 来歴
1987年、明治学院大学の音楽サークルで牧野と小宮山中心に結成。茂木欣一や柏原譲も一時期在籍していたが、サークルの先輩であった佐藤伸治に引き抜かれる（そのメンバーで結成したのが後のフィッシュマンズである）。そんなこともあり、牧野&小宮山以外のメンバーがなかなか安定しなかったが、1989年に後輩の若月健司が加入、1993年には下北沢界隈で引っ張りだこであったドラマー金野由之が加入し、メジャー・デビュー時のメンバーが出揃う。
1995年、アンティノスレコードからシングル「冬のうた」でデビュー。メジャー期は4枚のアルバムと9枚のシングルをリリースするが、商業的なブレイクには繋がらず、4thアルバム「khaki」発表後、アンティノスレコードとの契約が終了。2000年には金野が脱退し活動休止に入る。
2002年、セロファン（当時）の溝渕ケンイチロウをサポートメンバーに迎え活動再開、暮れには3年9か月振りとなる5th「Through」をリリース。2005年には溝渕が正式メンバーに加入、また自らのレーベル『100%Fun!』を設立し、シングル「サンシャイン/「また明日」」をリリースする。
2006年に若月が脱退、2007年には5年ぶりのアルバム「the castanets」をリリースした。
2017年、ザ・コレクターズでドラムを叩いていた、阿部耕作が加入。
2018年、Vo.の牧野元が舌癌を発表。夏の一時期活動を休止し闘病。牧野が休んだCLUB Que夏ノ陣でのライブには、大木温之、TOMOVSKY、鈴木圭介、井垣宏章（Unlimited Broadcast/太陽の塔）、山田稔明らが応援ヴォーカルとして参加。
2019年10月25日よりアンティノスレコード時代の音源のダウンロードおよびストリーミング配信がスタートした。

## ディスコグラフィ

### ライブ・アルバム
|                           | 発売日                    | タイトル                  | 規格品番                  | 収録曲                    | 備考                      |
| 100％Fun!（インディーズ） | 100％Fun!（インディーズ） | 100％Fun!（インディーズ） | 100％Fun!（インディーズ） | 100％Fun!（インディーズ） | 100％Fun!（インディーズ） |
| ------------------------- | ------------------------- | ------------------------- | ------------------------- | ------------------------- | ------------------------- |
| 1st                       | 2009年1月25日             | Bootleg2                  | OHPF-0003                 |                           |                           |

## タイアップ一覧
| 使用年 | 曲名                         | タイアップ                                                    |
| ------ | ---------------------------- | ------------------------------------------------------------- |
| 1996年 | 忘れないからね               | 日本テレビ系TVじゃん!!『小園総研』エンディングテーマ          |
| 1996年 | だいじょうぶ                 | 日本テレビ系TVじゃん!!『ここにシャチあり!』エンディングテーマ |
| 1996年 | 僕はそれがとても不思議だった | TBS系『COUNT DOWN TV』1996年8月度オープニングテーマ           |
| 1997年 | ハック                       | TBS系『COUNT DOWN TV』1997年2・3月度オープニングテーマ        |
| 1997年 | 絵をかく                     | ブルボン「プチ」CMソング                                      |
| 1998年 | ムーン パレス                | TBS系『COUNT DOWN TV』1998年6月度エンディングテーマ           |
| 1998年 | ねない ねない ねない         | フジテレビ系アニメ『どっきりドクター』オープニングテーマ      |

## メディア出演

### ラジオ
- ザ・カスタネッツのサウンド コロニー
- サンデースペシャル “ザ・カスタネッツのRadioマーケット”（1998年頃、TOKYO FMほか）

### 舞台
- Theatre劇団子第17回公演「君とボク」（2006年5月19日 - 22日、紀伊國屋ホール）